# Silvia Solar
Silvia Solar (francès: Genviève Couzain)  (París, 20 de març de 1940 - Lloret de Mar, 18 de maig de 2011) va ser un actriu francesa i prolífica estrella menor del cinema espanyol. La majoria de les seves aparicions van ser a les dècades de 1960 i 1970.

## Primers de la vida
Solar va néixer Geneviève Couzain a París.

## Carrera
Couzain va guanyar el títol de "Miss França" als 16 anys. Poc després el productor i director Henri Diamant-Berger va emetre Solar en el seu primer paper cinematogràfic.
La seva carrera va abastar des de finals de la dècada de 1950 fins a principis de la dècada de 1990, protagonitzant desenes de comèdies, romanços, drames, crims i thrillers d'espies, així com pel·lícules de terror. Va tenir un paper principal en la pel·lícula de terror Gatti rossi in un labirinto di vetro el 1975. La seva actuació fou criticada a La maldición de la bestia. També va participar en la pel·lícula Devil's Kiss, que va rebre ressenyes mixtes.

## Personal
Solar es va casar amb l'actor i antic torero Rogelio Madrid. Va morir el 18 de maig de 2011 a Lloret de Mar.

## Filmografia selecta
- Les Lavandières du Portugal (1957)
- Comme un cheveu sur la soupe (1957) - (no acreditada)
- C'est arrivé à 36 chandelles (1957) - Myra
- Hoppla, jetzt kommt Eddie (1958) - Gonzales 2. Schwester
- Los clarines del miedo (1958) - Fina
- El emigrante (1960) - Rosario
- Despedida de soltero (1961) - Carmen
- Madame Sans-Gêne (1961) - Margot
- Y el cuerpo sigue aguantando (1961)
- Vampiresas 1930 (1962)
- Operación Embajada (1963) - Coralito
- Tela de araña (1963) - Rosa
- La verbena de la Paloma (1963) - Balbina
- El precio de un asesino (1963) - Dana
- Gli eroi del West (1964) - Margaret
- Gibraltar (1964) - Miriam
- Llanto por un bandido (1964) - Marquesa de los Cerros
- Texas Ranger (1964) - Linda Ranson
- Tomb of the Pistolero (1964) - Taffy
- Vivir un largo invierno (1964) - Teresa
- I due mafiosi (1964) - Clementine
- Relevo para un pistolero (1964) - Carmen González
- I due toreri (1964) - Margaret
- El castillo de los monstruos (1964) - Pelusa
- Sie nannten ihn Gringo (1965) - Kate Rowland
- Finger on the Trigger (1965) - Violet
- Manhattan Night of Murder (1965) - Wilma de Loy
- M.M.M. 83 (1965) - Janette
- L'homme de l'Interpol (1966) - Lydia
- Pas de panique (1966) - Germaine
- Agente Sigma 3 - Missione Goldwather (1967) - Catherine
- Il Raggio infernale (1967) - Mrs. Carver
- La piel quemada (1967) - La turista belga
- Coplan ouvre le feu à Mexico (1967) - Francine
- Si muore solo una volta (1967) - Jane
- Mr Dinamite (1967) - Natascha
- Gentleman Killer (1967) - Vicky, Saloon Girl
- Dynamit in grüner Seide (1968) - Lana
- Sharon vestida de rojo (1969) - Carla
- Agáchate, que disparan (1969) - Espía
- La Lola, dicen que no vive sola (1970) - Nelly
- La liga no es cosa de hombres (1972) - Colette Duval
- Horror Story (1972) - Anuschka
- Crimson (1973)[9][10][11] - Ana
- Las juergas de 'El Señorito' (1973) - Dona de Toni
- La redada (1973) - Rosario
- Busco tonta para fin de semana (1973) - Empleada de l'hotel
- Aborto criminal (1973) - Clo
- Les enjambées (1974) - La doctoresse
- Serre-moi contre toi, j'ai besoin de caresses (1974) - Docteur Custer
- La muerte llama a las 10 (1974) - Jackie Polianski
- La maison des filles perdues (1974) - Sylvia
- Las correrías del Vizconde Arnau (1974) - Maria Pia
- Chicas de alquiler (1974) - Carmen
- El último proceso en París (1974) - Linda Dexter
- La maldición de la bestia (1975) - Wandesa
- Gatti rossi in un labirinto di vetro (1975)[5] - Gail Alvarado
- Relación matrimonial y otras cosas (1975)
- Guapa, rica y... especial (1976) - Doctora Rosalba
- La nueva Marilyn (1976) - Harriette
- Mauricio, mon amour (1976) - Susan
- Devil's Kiss (1976)[12] - Claire Grandier
- Una prima en la bañera (1976) - Tía Elvira
- Las alegres chicas de 'El Molino' (1977) - Merche
- Las marginadas (1977) - María José
- La máscara (1977) - Madre de Diana
- ¿Y ahora qué, señor fiscal? (1977) - Julia
- Los violadores del amanecer (1978) - Dana's Aunt
- Trampa sexual (1978) - Madre de María
- Las que empiezan a los quince años (1978) - Madre de Susi / Susi's Mother
- La amante ingenua (1980)
- Un millón por tu historia (1980) - Berta
- Cannibal Terror (1980)[13] - Madame Danville
- Viciosas al desnudo (1980) - María
- Barcelona sur (1981) - Madame
- Los embarazados (1982) - Tatiana
- Esas chicas tan pu... (1982) - Madame
- Los locos, locos carrozas (1984) - Clara
- Las alegres chicas de Colsada (1984)
- Últimas tardes con Teresa (1984)
- Crónica sentimental en rojo (1986) - Olvido Montal
- Más allá de la muerte (1986)
- Adela (1987) - Ángela
- Sinatra (1988) - Mujer madura
- Makinavaja, el último choriso (1992) - Radio Show Host